# Rijksbeschermd gezicht Staverden
Gezicht Staverden is een van rijkswege beschermd dorpsgezicht in Staverden in de Nederlandse provincie Gelderland. De procedure voor aanwijzing werd gestart op 9 december 2005. Het gebied is in 2014 definitief aangewezen. Het beschermd gezicht beslaat een oppervlakte van 607,3 hectare.
Panden die binnen een beschermd gezicht vallen krijgen niet automatisch de status van beschermd monument. Wel zal de gemeente het bestemmingsplan aanpassen om nieuwe ontwikkelingen in het gebied te reguleren. De gezichtsbescherming richt zich op de stedenbouwkundige en cultuurhistorische waardering van een gebied en wil het toekomstig functioneren daarvan veiligstellen.